# Жанна Юшкане
Жанна Юшкане (латис. Žanna Juškāne; *10 серпня 1982, Резекне) — латвійська біатлоністка,  учасниця Олімпійських ігор та чемпіонатів світу з біатлону.

## Виступи на Олімпійських іграх
| Рік  | Міце проведення | Інд | Спр | Пр | МС | Ест |
| 2010 | Ванкувер        | 84  | 79  |    |    | 19  |

## Виступи на Чемпіонатах світу
| Рік  | Міце проведення | Інд | Спр | Пр | МС | Ест | ЗМ |
| 2008 | Естерсунд       |     | 93  |    |    | 20  |    |
| 2009 | Пхьончхан       | 97  | 94  |    |    |     | 20 |
| 2011 | Ханти-Мансійськ | 80  | 78  |    |    |     | 18 |

## Кар'єра в Кубку світу
- Дебют в кубку світу — 9 грудня 2007 року в естафеті в Гохфільцині — 17 місце.

За свою біатлону кар'єру спортсменка, покищо, ніразу не потрапляла до залікової зони, а її найкращим особистим результатом є 64 місце, яке вона виборала в спринті в сезоні 2010-2011.

## Статистика стрільби
| № п/п | Сезон     | Загальна        | Індивідуальна гонка | Спринт        | Гонка переслідування | Мас-старт  | Естафета      |
| ----- | --------- | --------------- | ------------------- | ------------- | -------------------- | ---------- | ------------- |
| 1     | 2007-2008 | 66,2% (43/65)   | 0,0% (0/0)          | 60,0% (6/10)  | 0,0% (0/0)           | 0,0% (0/0) | 67,3% (37/55) |
| 2     | 2008-2009 | 57,1% (92/161)  | 60,0% (24/40)       | 60,0% (36/60) | 0,0% (0/0)           | 0,0% (0/0) | 52,5% (32/61) |
| 3     | 2009-2010 | 61,2% (126/206) | 72,5% (29/40)       | 60,0% (54/90) | 0,0% (0/0)           | 0,0% (0/0) | 56,6% (43/76) |
| 4     | 2010-2011 | 70,7% (99/140)  | 68,3% (41/60)       | 72,5% (58/80) | 0,0% (0/0)           | 0,0% (0/0) | 0,0% (0/0)    |

## Виноски
1. ↑  В дужках наведена кількість влучних пострілів та загальна кількість пострілів. В статистиці стрільби рахуються постріли, які здійснив біатлоніст на етапах кубка світу та чемпіонаті світу